# 霍格巴克 (堪薩斯州)
霍格巴克（英語：Hog Back）是位於美國堪薩斯州埃利斯縣的一個鬼鎮。